# Cacia ochraceomaculata
Cacia ochraceomaculata är en skalbaggsart som beskrevs av Stefan von Breuning 1936. Cacia ochraceomaculata ingår i släktet Cacia och familjen långhorningar.
Artens utbredningsområde är Filippinerna. Inga underarter finns listade.